# Matola
Matola je město v Mosambiku. Nachází se v aglomeraci Maputa západně od hlavního města a je administrativním centrem provincie Maputo. Protéká jím řeka Rio Matola, která se vlévá do Maputského zálivu. V roce 2007 mělo 675 422 obyvatel a bylo druhým největším městem v zemi. Je významným střediskem průmyslu, kde se vyrábí hliník, cement nebo mýdlo, v roce 2014 zde byla otevřena automobilka firmy Hyundai. Název pochází od domorodého království Matsola, v období portugalské nadvlády se jmenovalo Vila Salazar podle premiéra Antónia de Oliveiry Salazara. Nachází se zde největší mosambický fotbalový stadión Estádio da Machava.